# Distretto di Curimaná
Il distretto di Curimaná è un distretto del Perù nella provincia di Padre Abad (regione di Ucayali) con 6.047 abitanti al censimento 2007.
È stato istituito il 5 gennaio 1995.